# Lode Vanoost
Lode Vanoost (Leuven, 24 september 1953) is een Belgisch journalist en voormalig politicus voor Agalev.

## Levensloop
Lode Vanoost behaalde een diploma aan de landbouwschool in Vilvoorde. Van 1975 tot 1984 werkte hij als arbeider bij de nationale vliegmaatschappij Sabena en van 1984 tot 1995 was hij ambtenaar bosbeheer bij het departement Leefmilieu van het Vlaamse Gewest. In die hoedanigheid was hij tevens boswachter in het Zoniënwoud. Van 1983 tot 1989 studeerde Vanoost aan de Vrije Universiteit Brussel om er een licentie in de politieke wetenschappen te behalen. 
In 1982 werd hij politiek actief voor de partij Agalev. Voor deze partij zetelde hij van mei 1995 tot mei 2003 in de Kamer van volksvertegenwoordigers voor de kieskring Brussel-Halle-Vilvoorde. Daar was Vanoost lid van de commissie Infrastructuur, Verkeer en Overheidsbedrijven (1995-2002) en de commissie Landsverdediging (1997-1999). Van 1999 tot 2002 was hij ondervoorzitter van de Kamer en van 2001 tot 2002 was hij tevens lid van de onderzoekscommissie naar het faillissement van Sabena. Daarnaast zetelde hij van 1995 tot 1999 in de Raadgevende Interparlementaire Beneluxraad en van 1999 tot 2003 in de Parlementaire Vergadering van de Raad van Europa. Bij de federale verkiezingen van mei 2003 was hij de enige mannelijke lijsttrekker voor Agalev. De partij haalde echter in geen enkele kieskring nog een zetel en Vanoost verdween bijgevolg uit het parlement.
Na zijn politieke loopbaan was hij vanaf 2003 directeur van de Oxfam-Wereldwinkels en van 2003 tot 2011 adviseur voor internationale instellingen in de Balkanlanden Kosovo, Montenegro, Albanië, Servië en Macedonië en Armenië, Oost Timor en de Afrikaanse landen Niger, Benin, de Democratische Republiek Congo en Burundi.
In oktober 2012 werd hij vast redactielid van de alternatieve linkse journalistenvereniging en nieuwswebsite DeWereldMorgen.be, die afgesplitst was van de grotere internationale nieuwsgroep Indymedia. Vanoost schrijft er over internationale politiek en dossiers over openbaar vervoer.